# Sông Missouri
Sông Missouri là con sông dài nhất ở Bắc Mỹ. Xuất phát tại dãy núi Rocky thuộc miền tây Montana, sông Missouri chảy theo hướng đông nam với chiều dài 2.341 dặm (3.767 km) trước khi đổ vào sông Mississippi tại St. Louis, Missouri. Nó chảy qua 10 bang của Hoa Kỳ và 2 tỉnh của Canada. Khi kết hợp với sông Mississippi, nó tạo nên hệ thống sông dài thứ tư trên thế giới.